# György Szilveszter
György Szilveszter (Budapest, 1987. február 18.) magyar és nemzetközi profi licenccel rendelkező drift versenyző. A 2012-es Magyar Profi Drift Bajnokság győztese. Jelenleg a HELL RACING TEAM tagja.

## Pályafutása

### 2009
- Ebben az évben ismerkedett meg a Drift szakággal.
- Amatőr versenyautó: BMW E30 325i

### 2010
- Prompt Motorsport alapító tagja.
- Ebben az évben már aktív versenyzőként volt jelen az Országos Drift Bajnokságban.
- Drift O.B Street kategóriában év végi összetett tabella 6. helyén végzett.
- Profi versenyautó: BMW E36 4.0 V8

- 2010. április 17-18. Évadnyitó Drift Verseny Tököl - Street Legal kategória, melyben György Szilveszter jeleskedett, Galacs Gábor és Gondos Tamás előtt. Élete első versenyén megszerezte az előkelő első helyet.

### 2011
Ez az év, versenyautó, és kategóriaváltással kezdődött. Az új autó egy E46-os M3-as BMW, saját elképzelések és tervek alapján. A hazai bajnokságokban a Profi licence megszerzését követően a lehető legtöbb versenykilométer megtétele és a tapasztalatszerzés volt a cél. Ennek érdekében külföldi versenyeken is elindult Szilveszter: Szlovákiában, Szerbiában, Romániában. A nemzetközi mezőny összetételét figyelembe véve az eredmények több mint biztatóak voltak.
| Helyszínek:      | TÖKÖL, 2011.04.17. | MÁRIAPÓCS, 2011.05.21. | TÖKÖL , 2011.06.11. | MÁRIAPÓCS, 2011.08.27. | TÖKÖL, 2011.09.11. | KAKUCS, 2011.11.01. |
| ---------------- | ------------------ | ---------------------- | ------------------- | ---------------------- | ------------------ | ------------------- |
| Elért helyezés:  | 17. helyezés       | 12. helyezés           | 6. helyezés         | -                      | -                  | 5. helyezés         |
| NIGHT kategória: | -                  | -                      | 6. helyezés         | -                      | -                  | 5. helyezés         |

### 2012
A 2012-es szezont György Szilveszter és Grózinger Zsolt egy csapatban, a HELL Racing Team csapattagjaiként teljesítették. Szilveszter egy BMW E30 4.0 V8-cal indult, amely csak tartalékautónak volt titulálva, mivel az eredeti elképzelés szerint Szilveszter egy egyedi építésű BMW E46 M3-as volánja mögött szerette volna teljesíteni a szezont, de sajnos az autó átalakításait nem sikerült időben befejezni. De a "tartalékautó" Szilveszter kezei alatt hozta az eredményeket, és év végén sikerült megnyerniük közösen a HELL Drift ob versenysorozatot. Grózinger Zsolttal karöltve pedig a TeamDrift 1. helyét is megszerezték.
| Helyszín:               | Tököl, 2012. április 15. | Máriapócs, 2012. május 27. | Tököl, 2012. június 9. | Máriapócs, 2012. július 8. | Máriapócs, 2012. augusztus 25. |
| ----------------------- | ------------------------ | -------------------------- | ---------------------- | -------------------------- | ------------------------------ |
| Elért helyezés PRO kat. | 5. helyezés              | 6. helyezés                | 4. helyezés            | 3. helyezés                | -                              |
| NIGHT Series            | -                        | -                          | 4. helyezés            | 3. helyezés                | 6. helyezés                    |

### 2013
A 2013-as évben sajnos nem mint versenyző, hanem mint pontozói bírót láthattuk a versenyeken, de e szerepkörben is tökéletesen helyt állt. A következő évben egy egyedi stílusú, teljesen újjáépített autóval áll rajthoz!

## Egyéb média megjelenések
A versenyekkel kapcsolatos interjúk mellett György Szilveszter feltűnt már több autós műsorban, rádiós műsorokban (Radio Face) is hallhatták a hangját.
Emellett a hazai kereskedelmi csatornák műsoraiban is szerepelt az évek alatt (RTL Klub, Híradó, Digi Sport) volt vendége a Sport Csatorna autós műsorának és számos külföldi lapban jelent meg vele interjú. A hazai nyomtatott médiában láthattuk.
Versenyeredményei folyamatosan jelennek meg a HELL ENERGY DRINK hivatalos kiadványában mely a világ számos országában elérhető angol nyelven.